# Internationale Filmfestspiele Berlin 1998
Die 48. Internationalen Filmfestspiele Berlin fanden vom 11. Februar bis zum 22. Februar 1998 statt.
Die Vorbereitung zur 48. Berlinale war geprägt von Absagen und ungeschickten Verhandlungen um Filme für den Wettbewerb. Zunächst sagte Clint Eastwood dem Festival ab. Für seinen Film Mitternacht im Garten von Gut und Böse zogen die Produzenten es vor, den Film ohne Festivalauftritt in die Kinos zu bringen. Das Leben ist schön von Roberto Benigni sollte seine Uraufführung im Wettbewerb haben. Durch zögerliche Verhandlungen entschied Benigni sich, den Film bei den Filmfestspielen von Cannes 1998 zu zeigen. Dort begann der Film dann seinen Weg zum Welterfolg. Politische Verwicklungen gab es um den Film Kundun von Martin Scorsese. Das Festival und Scorsese wollten den Film im Wettbewerb zeigen. Chinesische Proteste führten dann dazu, dass man sich gegen den Film entschied.

## Sektion Wettbewerb

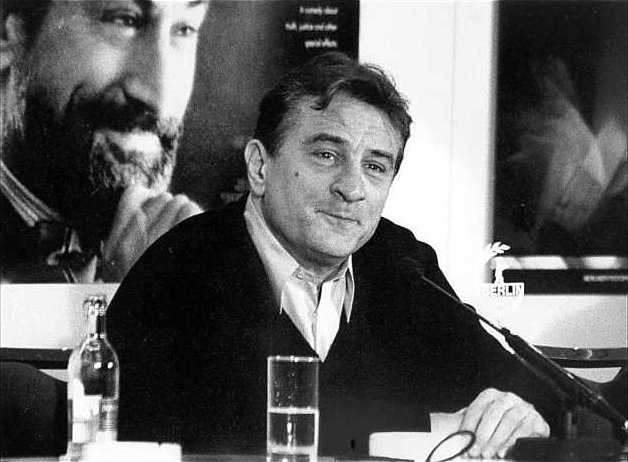
Robert De Niro auf einer Pressekonferenz auf den Internationalen Filmfestspielen Berlin 1998

Folgende Filme stellten sich in diesem Jahr im Programm des offiziellen Wettbewerbs dem Urteil der internationalen Jury:
| Filmtitel                      | Regisseur                           | Produktionsland                           | Darsteller (Auswahl)                       |
| Barbara                        | Nils Malmros                        | Dänemark, Färöer                          | Anneke von der Lippe                       |
| The Big Lebowski               | Joel Coen                           | USA, Großbritannien                       | Jeff Bridges, John Goodman, Julianne Moore |
| Der Blick des Anderen          | Vicente Aranda                      | Spanien                                   | Laura Morante                              |
| Der Boxer                      | Jim Sheridan                        | USA, Irland                               | Daniel Day-Lewis, Emily Watson             |
| The Boys                       | Rowan Woods                         | Australien                                | David Wenham, Toni Collette                |
| Central Station                | Walter Salles                       | Brasilien, Frankreich                     | Fernanda Montenegro                        |
| Der Commissioner               | George Sluizer                      | Großbritannien, USA, Deutschland, Belgien | John Hurt, Armin Mueller-Stahl             |
| Fang lang                      | Lin Cheng-sheng                     | Taiwan                                    |                                            |
| Girls’ Night                   | Nick Hurran                         | Großbritannien                            | Brenda Blethyn, Julie Walters              |
| Good Will Hunting              | Gus Van Sant                        | USA                                       | Robin Williams, Matt Damon, Ben Affleck    |
| Hold You Tight                 | Stanley Kwan                        | Hongkong                                  |                                            |
| I Want You                     | Michael Winterbottom                | Großbritannien                            | Rachel Weisz                               |
| Jackie Brown                   | Quentin Tarantino                   | USA                                       | Pam Grier, Samuel L. Jackson               |
| Jeanne et le garçon formidable | Olivier Ducastel, Jacques Martineau | Frankreich                                | Virginie Ledoyen                           |
| Kalmans Geheimnis              | Jeroen Krabbé                       | USA, Niederlande, Belgien, Großbritannien | Laura Fraser, Isabella Rossellini, Topol   |
| Das Leben ist ein Chanson      | Alain Resnais                       | Frankreich, Großbritannien, Schweiz       | Sabine Azéma, Agnès Jaoui                  |
| Das Mambospiel                 | Michael Gwisdek                     | Deutschland                               | Corinna Harfouch, Jürgen Vogel             |
| Sada                           | Nobuhiko Obayashi                   | Japan                                     | Hitomi Kuroki                              |
| Der Schlächterbursche          | Neil Jordan                         | Irland, USA                               | Eamonn Owens                               |
| The Sound of One Hand Clapping | Richard Flanagan                    | Australien                                | Kerry Fox                                  |
| Strana gluchich                | Waleri Todorowski                   | Russland, Frankreich                      |                                            |
| Il Testimone dello sposo       | Pupi Avati                          | Italien                                   |                                            |
| Tian yu                        | Joan Chen                           | Hongkong, USA, Taiwan                     |                                            |
| Viel (zuwenig) Liebe           | Jacques Doillon                     | Frankreich                                | Lou Doillon                                |
| Wag the Dog                    | Barry Levinson                      | USA                                       | Dustin Hoffman, Robert De Niro, Anne Heche |

## Internationale Jury
Präsident der Jury war der britische Schauspieler Ben Kingsley. Unter seiner Führung wählten folgende Mitglieder der Jury die Preisträger aus: Senta Berger, Li Cheuk-to, Leslie Cheung, Héctor Olivera, Helmut Dietl, Brigitte Roüan, Annette Insdorf, Maja Turowskaja, Maurizio Nichetti und Michael William-Jones.

## Preisträger

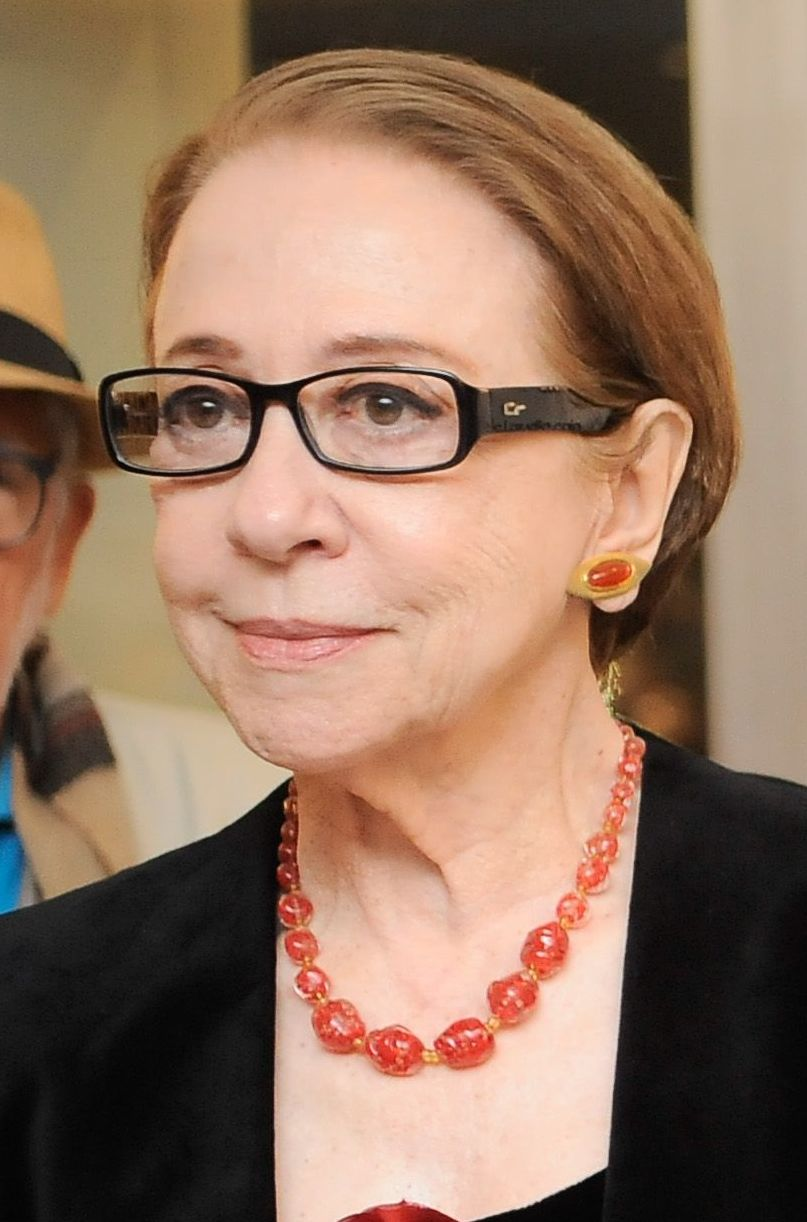
Fernanda Montenegro

- Goldener Bär: Der Goldene Bär ging in diesem Jahr an den brasilianischen Film Central Station von Walter Salles.
- Silberne Bären wurden in folgenden Kategorien vergeben:
  - Die Jury entschied sich in diesem Jahr einen Silbernen Bären an Alain Resnais für sein Lebenswerk zu vergeben.
  - Beste Regie: Neil Jordan für Der Schlächterbursche
  - Beste Schauspielerin: Fernanda Montenegro für Central Station
  - Bester Schauspieler: Samuel L. Jackson in Jackie Brown
  - Silberner Bär für eine herausragende Einzelleistung an Matt Damon für sein Drehbuch zu Good Will Hunting
  - Spezialpreis der Jury an Barry Levinson für Wag the Dog

## Sektion Panorama
Herausragende Filme im Panoramaprogramm: Abre los ojos von Alejandro Amenábar, Sue von Amos Kollek, Le Gone du chaâba von Christophe Ruggia und Fintar o Destino von Fernando Vendrell. Einen Spezial-„Teddy Award“ erhielt in diesem Jahr der Schauspieler Richard O’Brien.

## Goldener Ehrenbär
Einen Goldenen Ehrenbär für ihr Lebenswerk erhielt die französische Schauspielerin Catherine Deneuve.

## Weitere Preisträger
- Gläserner Bär: Wo der Elefant sitzt von Mark Lowenthal
- Teddy Award (Spielfilm): Ang Lalaki sa buhay ni Selya von Carlos Siguion-Reyna und Hold You Tight von Stanley Kwan
- Special Teddy Award: Richard O’Brien
- FIPRESCI-Preis (Wettbewerb): Sada von Nobuhiko Obayashi
- FIPRESCI-Preis (Forum): Shivrei T’munot Yerushalayim von Ron Havilio
- FIPRESCI-Preis (Panorama): Sue – Eine Frau in New York von Amos Kollek
- Alfred-Bauer-Preis: Hold You Tight von Stanley Kwan
- Der Blaue Engel: Kalmans Geheimnis von Jeroen Krabbé
- Preis der Ökumenischen Jury (Wettbewerb): Central Station von Walter Salles
- Preis der Ökumenischen Jury (Forum): Wang hsiang von Hsu Hsiao-ming
- Preis der Ökumenischen Jury (Panorama): Sue – Eine Frau in New York von Amos Kollek
- UNICEF-Preis (Kinderfilmfest): Dannys Mutprobe von Bob Swaim
- Caligari-Filmpreis (Forum): Kasaba von Nuri Bilge Ceylan
- Wolfgang-Staudte-Preis (Forum): Xiao Wu von Zhang Ke Jia

## Retrospektive
Die Retrospektive der Berlinale ist den Brüdern Robert und Curt Siodmak gewidmet. Curt Siodmak wird die „Berlinale Kamera“ für sein Lebenswerk verliehen.